# Kościół Najświętszego Serca Jezusowego i Matki Boskiej Pocieszenia w Poznaniu

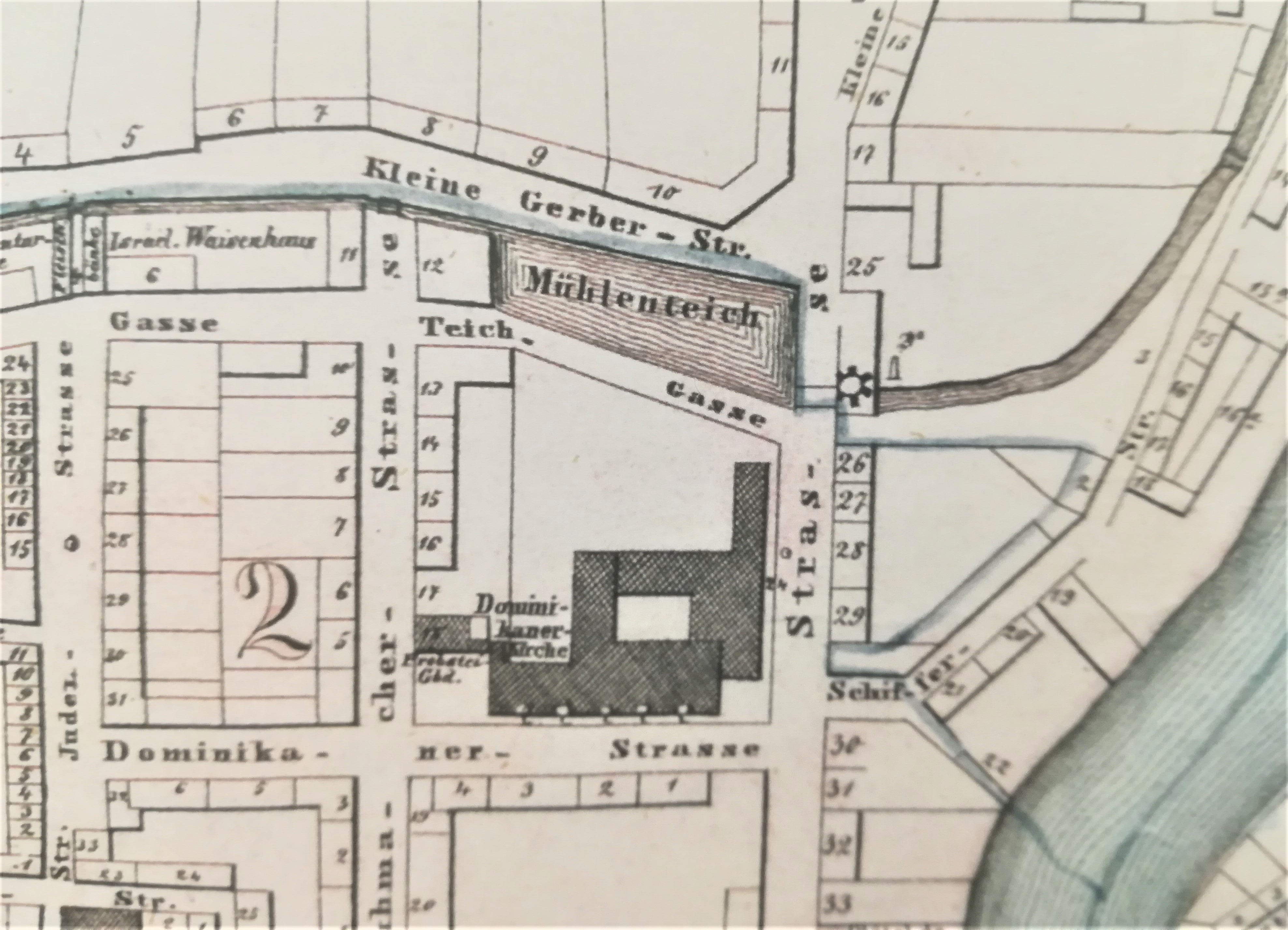
Klasztor na mapie z 1856

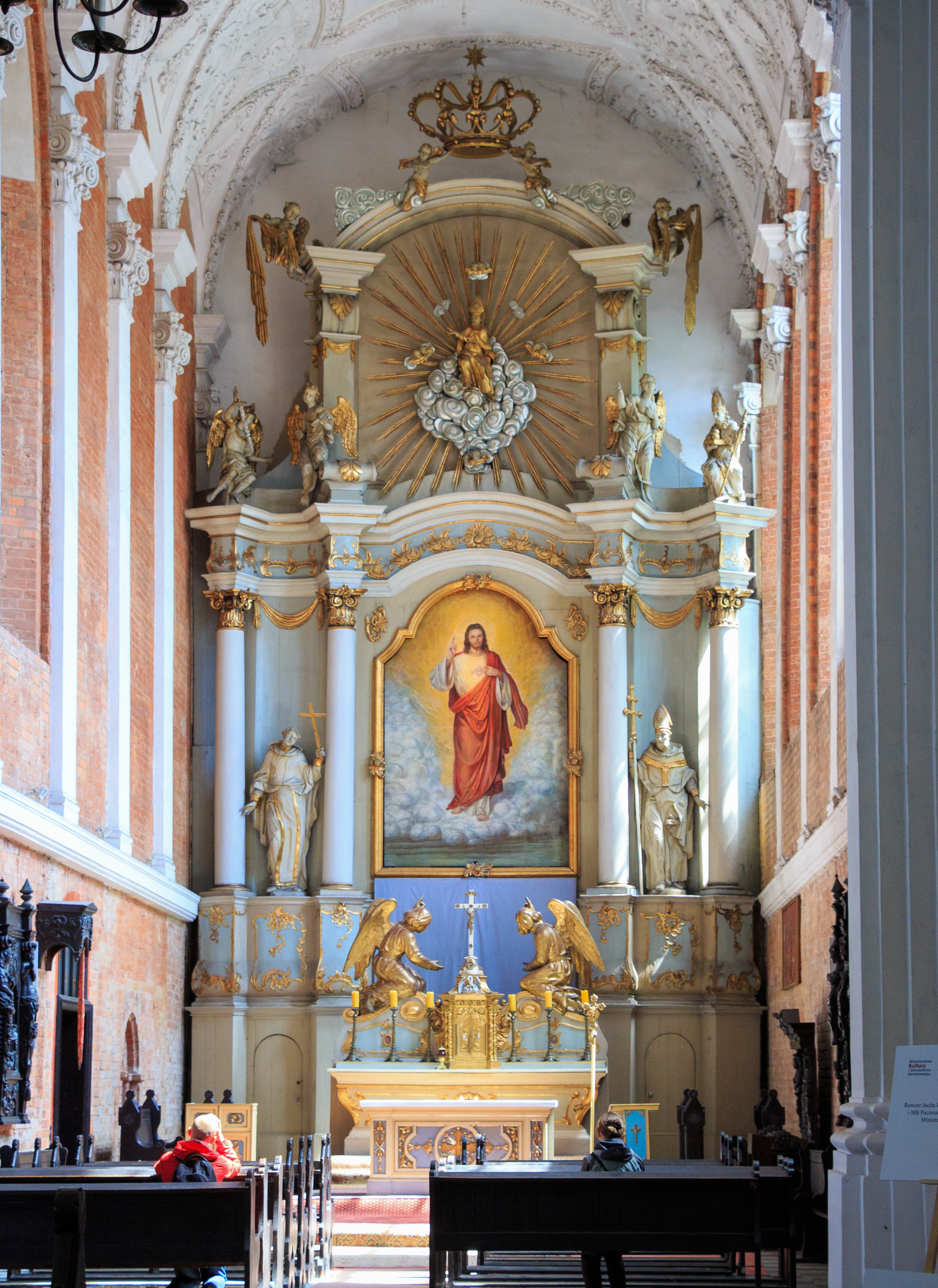
Prezbiterium

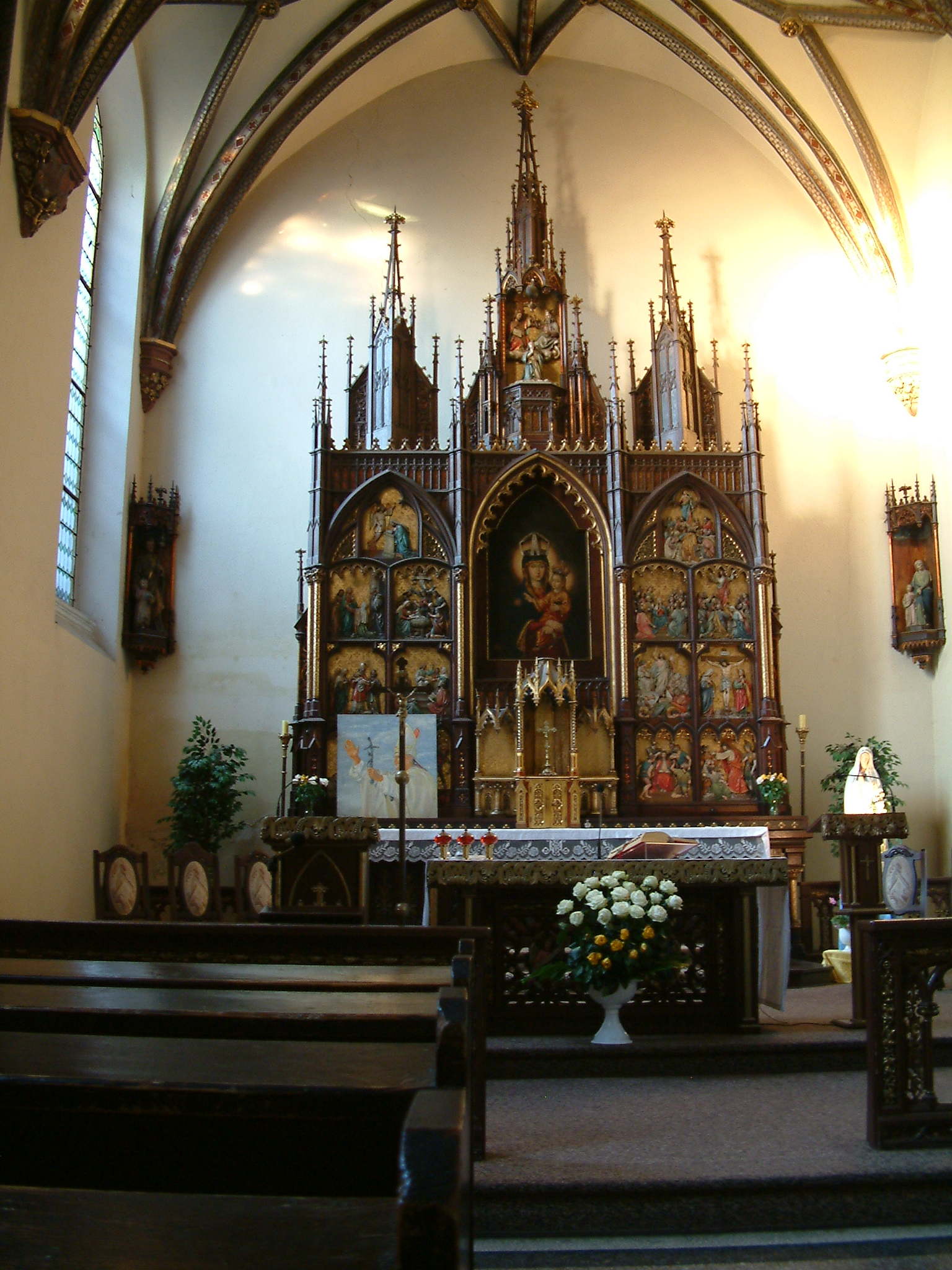
Kaplica Sanktuarium Matki Boskiej Różańcowej

Kościół Najświętszego Serca Jezusowego i Matki Boskiej Pocieszenia. Sanktuarium Matki Bożej Różańcowej przy ul. Szewskiej 18 w Poznaniu – najstarszy, do dziś istniejący, kościół lewobrzeżnego miasta. Kościół wchodzi w skład zabytków i atrakcji trasy turystycznej Traktu Królewsko-Cesarskiego. Od 2018 r. wielkopostny kościół stacyjny.

## Historia
Jego historia sięga 1244 roku, gdy książę Przemysł I przeniósł dominikanów ze Śródki, gdzie osiedlili się w 1231 na teren dawnej osady św. Gotarda. Budowę zakończono około 1253. Była to wówczas wczesnogotycka, dwunawowa świątynia z wydłużonym prezbiterium. Jej mury przetrwały niemal w niezmienionym kształcie do dziś jako korpus kościoła. Około roku 1500 po stronie północnej dobudowano w stylu późnogotyckim kaplicę Matki Bożej Różańcowej. W kwietniu 1698 kościół zalała powódź, która podmyła filary. Zawaliło się wówczas sklepienie. Odbudowa, którą kierował Jan Catenazzi trwała od 1700 do 1724 roku. Nieco później od strony zachodniej dobudowano barokową wieżę. W 1803, podczas pożaru miasta, zawala się sklepienie prezbiterium, które podczas remontu zakończonego w 1814, zostało zastąpione pseudosklepieniem drewnianym, zaś do fasady od strony zachodniej dodano nowy szczyt. W 1920 kościół przekazano jezuitom. W 1922 podczas renowacji odkryto  wczesnogotycki portal datowany na około 1250 rok. Odkrycia dokonał architekt Stefan Cybichowski. W 1938 przez pewien czas w kościele znajdowały się relikwie Andrzeja Boboli, które po jego kanonizacji przenoszono z Rzymu do Warszawy. Podczas II wojny światowej kościół pełnił funkcję magazynu. W 1963 wyremontowano wnętrze, zaś w latach 1970–1971 odkuto zewnętrzne tynki odsłaniając średniowieczne mury i okna.

## Opis
Na zachodniej elewacji znajduje się cenny wczesnogotycki portal, z około 1250. Jest on prawdopodobnie wzorowany na portalu z kościoła św. Jakuba w Sandomierzu. Prosty, o zwężającym się w głąb wejściu portal tworzą lekkie, uformowane z ceglanych kształtek trzy pary kolumienek o kamiennych bazach i kapitelach na których wspiera się ostrołukowa archiwolta z kształtek pokrytych delikatnym ornamentem.
Jednonawowe wnętrze przykrywa sklepienie żaglaste, proste wnętrze urozmaicają zdwojone pilastry oraz wielokrotnie łamane gzymsy. Na pierwszym filarze po prawej i sklepieniu w jego pobliżu spod białej farby wyłaniają się odkryte przez konserwatorów XVIII-wieczne freski. Z prezbiterium pochodzi znajdujący się obecnie w Muzeum Historii Miasta Poznania w ratuszu zwornik sklepienny z połowy XIII wieku, który przedstawia głowę mężczyzny, prawdopodobnie portret Przemysła I.
Wśród wyposażenia najstarsza jest wykonana w piaskowcu, późnogotycka chrzcielnica z początku XVI wieku, na której znajduje się scena ukrzyżowania, oraz dwa gmerki, należące najprawdopodobniej do kamieniarzy, którzy ją wykonali. W prezbiterium znajdują się wykonane w latach 1620-1630 późnorenesansowe zaplecki stall, które pokrywają płaskorzeźby przedstawiające żywoty patronów zakonu dominikanów – na ścianie północnej – św. Jacka, zaś na ścianie południowej św. Dominika. W nawie znajduje się późnobarokowa ambona wykonana w 1715 roku przez Franciszka Antoniego Brumbachera.
Po stronie północnej przylega do nawy późnogotycka kaplica Sanktuarium Matki Boskiej Różańcowej wykonana w początku XVI wieku o przyporach wciągniętych wewnątrz konstrukcji, a nakryta sklepieniem gwiaździstym. Wystrój kaplicy jest neogotycki, z ciekawą polichromią. W ołtarzu znajduje się uznawany za cudowny obraz Matki Bożej Różańcowej, ukoronowany w 1968 roku. Przy wejściu do kaplicy znajduje się płyta poświęcona dominikańskiemu przeorowi Łukaszowi z Szamotuł oraz jego matce, oraz resztki epitafium z widocznym herbem Nałęcz.
Po stronie południowej znajduje się wnęka, w której widnieje płyta nagrobna kasztelana lwowskiego Feliksa Paniewskiego (zm. 1488) wykonana w zakładzie Vischerów w Norymberdze.
W prezbiterium znajduje się neogotycki ołtarz główny.

## Klasztor
Pomiędzy kaplicą Matki Boskiej a korpusem świątyni do kościoła przylegają dwa skrzydła podominikańskich zabudowań klasztornych. Ich fasady pochodzą z pierwszej połowy XVII wieku, jednak w ich wnętrzu znajdują się gotyckie krużganki z XV wieku przykryte sklepieniem gwiaździstym. Z pomieszczeń do naszych czasów dotrwała dawna biblioteka klasztorna oraz kaplica św. Jacka, ta ostatnia jednak po pożarze w 1803 zatraciła swoje cechy architektoniczne i obecnie w prostej sali, do których prowadzi niewielki przedsionek z olbrzymimi tralkami, mieści się galeria sztuki "U Jezuitów".
Pozostałe dwa skrzydła dawniej czworobocznego kompleksu zostały rozebrane przez władze pruskie, a na ich miejscu wzniesiono arsenał. Z arsenału do naszych czasów dotrwał jedynie niewielki budynek od ul. Stawnej, zaś na obecnie pustym placu od ul. Garbary można oglądać odkryte podczas prac archeologicznych gotyckie fundamenty klasztoru.

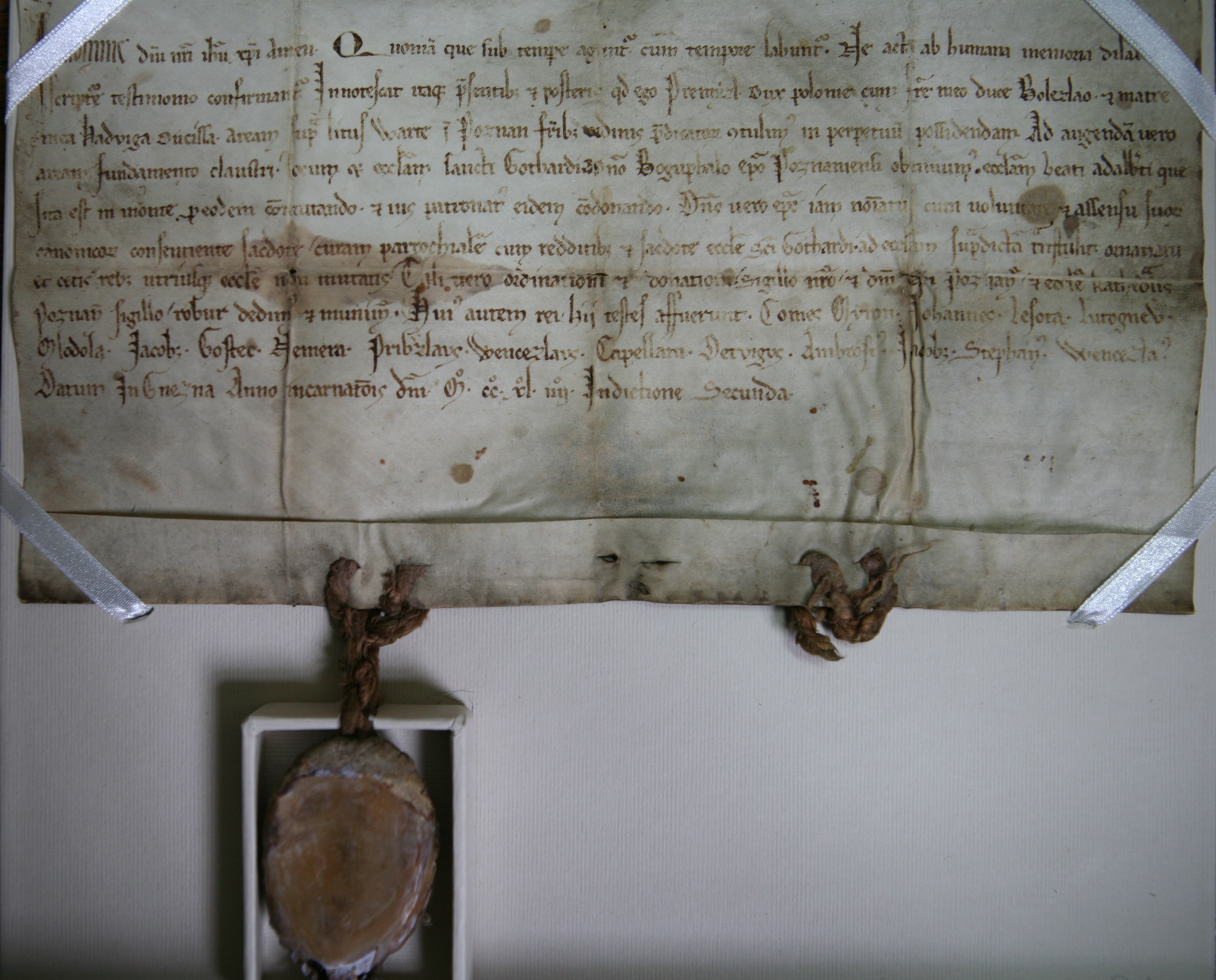
Przemysł I nadaje dominikanom w Poznaniu ziemię nad Wartą 1244 r. (ze zbiorów Archiwum Państwowego w Poznaniu)
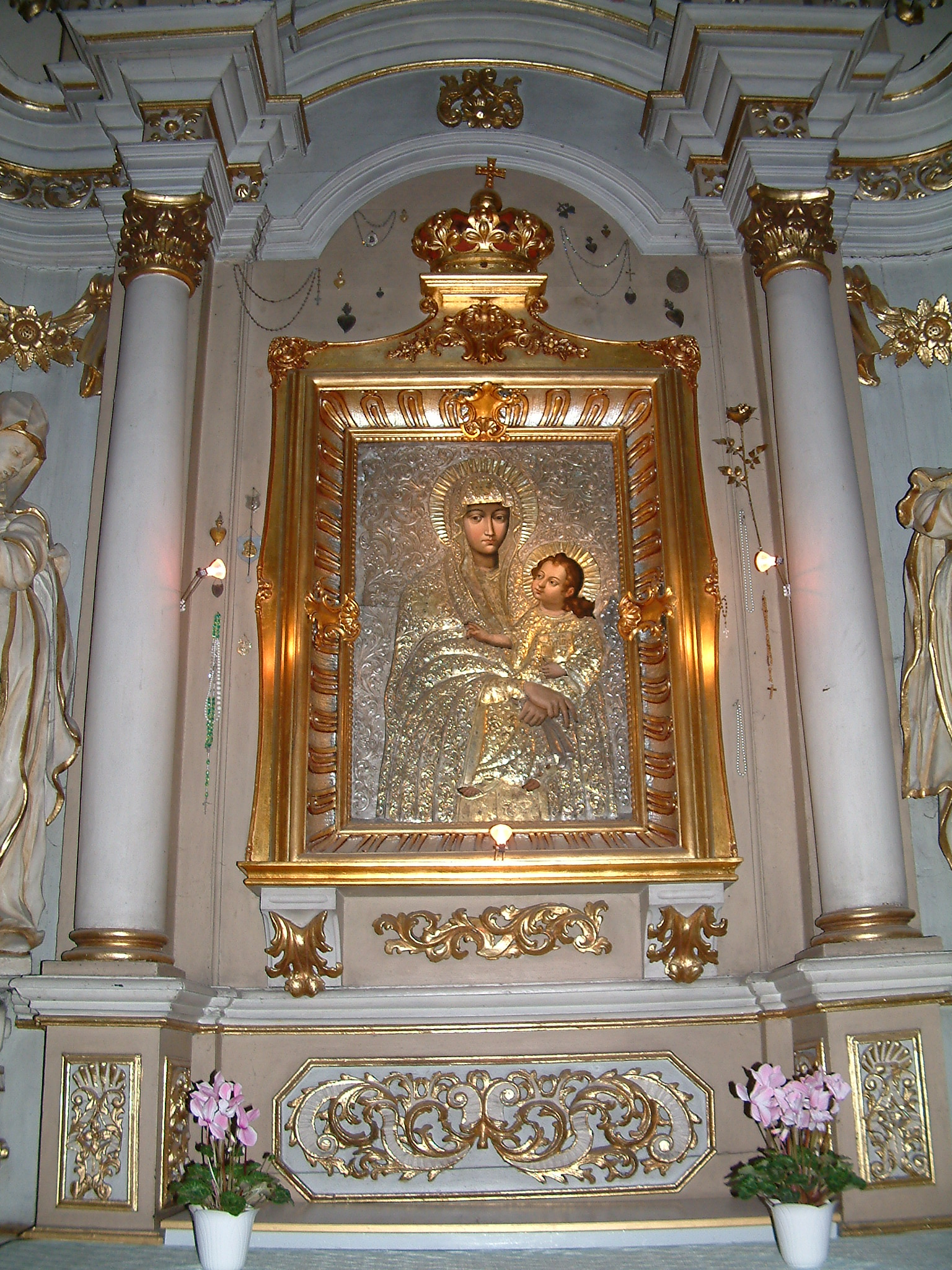
Obraz Matki Boskiej Pocieszenia
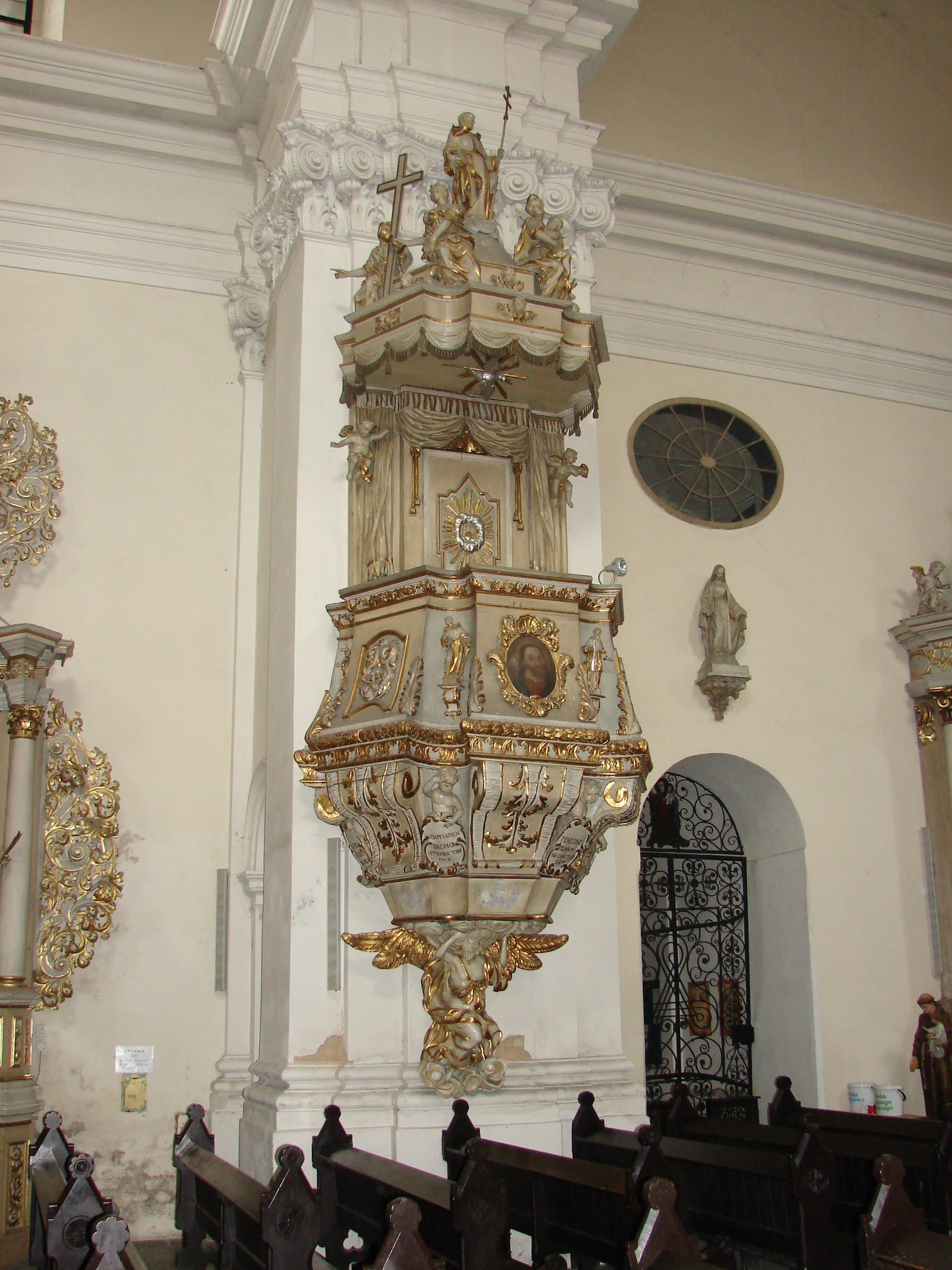
Ambona